# Rodewaldsches Luch
Das Naturschutzgebiet Rodewaldsches Luch liegt auf dem Gebiet der Kreisstadt Rathenow im Landkreis Havelland in Brandenburg.
Das etwa 130 ha große Gebiet, ein Luch mit der Kennung 1122, wurde mit Verordnung vom 7. April 1997 unter Naturschutz gestellt. Das Naturschutzgebiet erstreckt sich südöstlich von Neu Friedrichsdorf, einem Wohnplatz der Kreisstadt Rathenow. Am südwestlichen Rand des Gebietes verläuft die Landesstraße L 98 und am nördlichen Rand die B 188. Südwestlich erstreckt sich der Wolzensee.